# Mina de Les Ferreres
La mina de Les Ferreres és una antiga mina situada a Rocabruna, una entitat de població del municipi de Camprodon, al Ripollès.
Es creu que la mina va començar a ser explotada pels romans per extreure'n argent, tot i que les primeres dades documentades que es tenen daten del segle XIII, a l'època de Jaume I. Va estar activa fins a l'any 1966, tot i que darrerament només se n'extreien sulfurs de plom, de coure i de ferro. L'entrada a la mina va quedar tancada per una esllavissada en ser abandonada i no s'hi va poder accedir al seu interior fins que va ser redescoberta el 2010, quan el Grup Mineralògic Català va començar a estudiar-la. El Grup es va posar en contacte amb el Dr. Joan Viñals, mineralogista i professor de química de la Universitat de Barcelona, començant així l'estudi mitjançant tècniques espectroscòpiques de les diferents mostres aportades, trobant-ne més d'una cinquantena d'espècies minerals.
Des de l'any 2016 l'accés a la mina està tancat amb unes portes, i la intenció de l'Ajuntament és que pugui ser visitable pels escolars i pugui tenir efecte en l'economia de la vall.

## Mineralogia

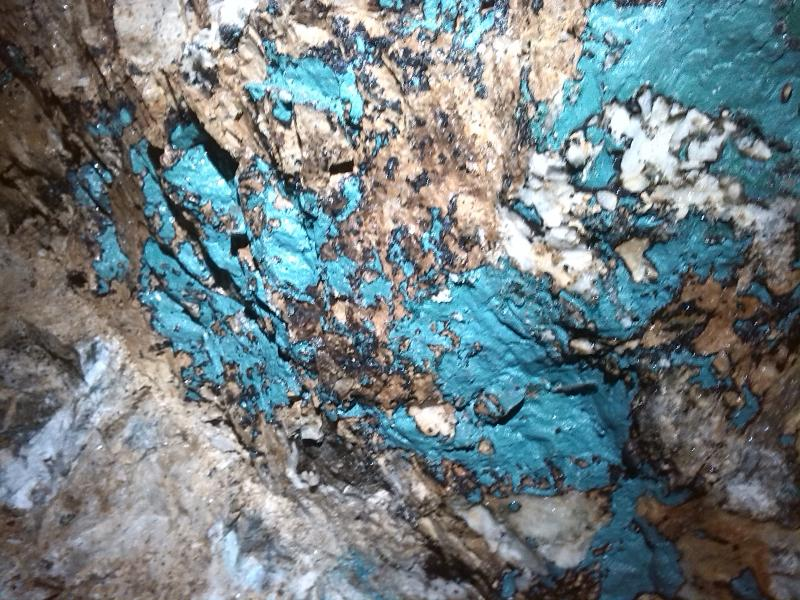
Malaquita a les parets de la mina

En aquesta mina han estat trobades gairebé una seixantena d'espècies minerals diferents:
- Sulfurs: bornita, boulangerita, bournonita, calcocita, calcopirita, esfalerita, estibina, galena, marcassita, pirita i tennantita-tetraedrita.
- Halogenurs: connel·lita (segona troballa a Catalunya).
- Òxids i hidròxids: asbolana, crednerita, cuprita, goethita, hematites, oxiplumboromeïta, pirolusita i quars.
- Carbonats: aragonita, atzurita, calcita, cerussita, claraïta, dolomita, hidrozincita, malaquita, rosasita i smithsonita.
- Sulfats: anglesita, barita, brochantita, calcantita, devillina, epsomita, guix, jarosita, langita-posnjakita, linarita, natrojarosita i serpierita.
- Arsenats: adamita, bariofarmacosiderita, cobaltkoritnigita, duftita, eritrita, escorodita, leogangita,[4] mimetita, olivenita, siderita, theisita, tirolita i zincolivenita.
- Silicats: hemimorfita.

Algunes d'aquestes espècies, com la claraïta o la theisita, constitueixen la primera cita a Catalunya, i d'altres com la cobaltkoringita la primera a la península Ibèrica.